# Oceanodroma macrodactyla
Oceanodroma macrodactyla е вид птица от семейство Hydrobatidae.

## Разпространение
Видът е разпространен в Мексико.